# Czesław Stopka

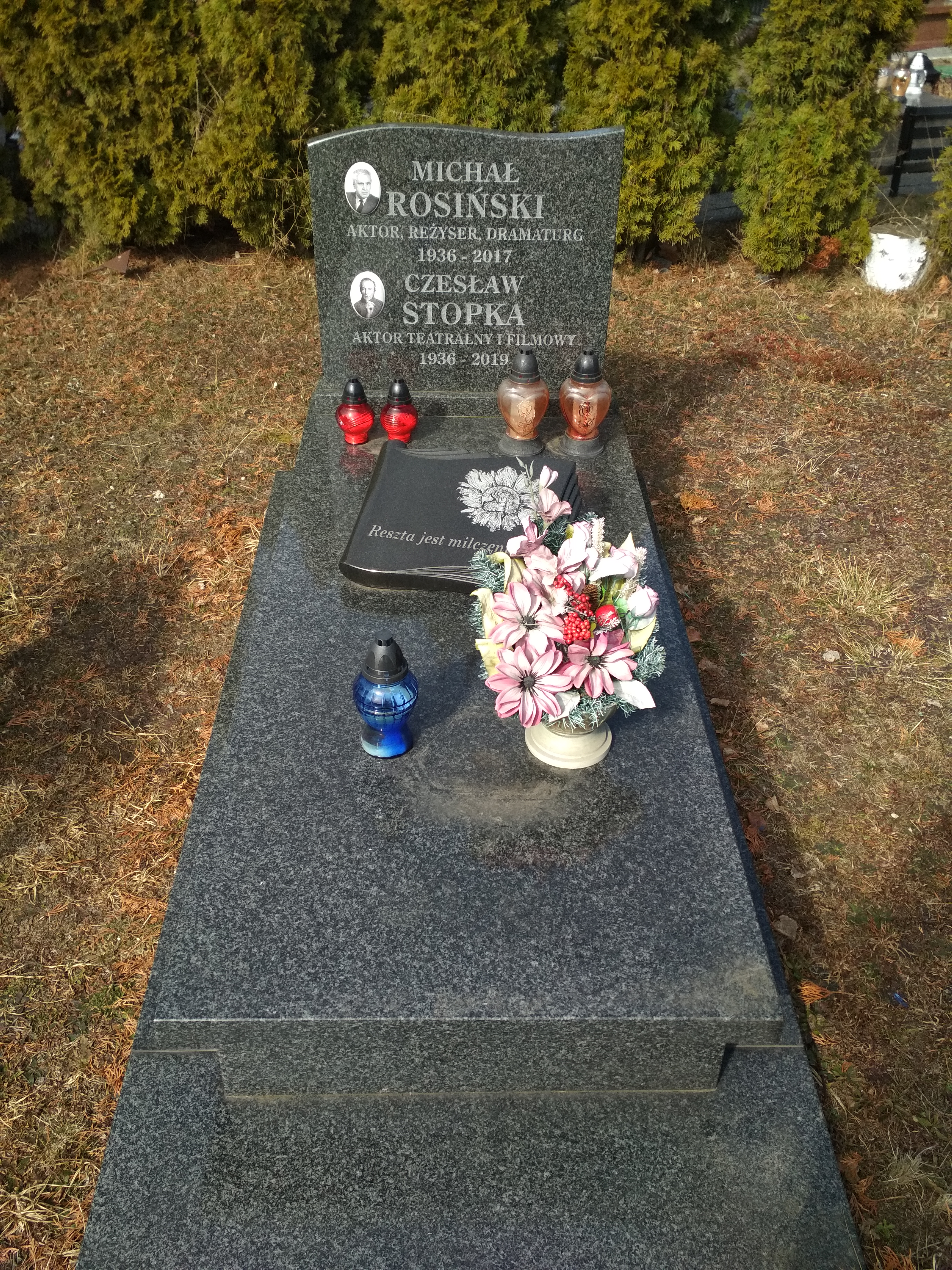
Grób Czesława Stopki na Centralnym Cmentarzu Komunalnym w Katowicach (sektor 16, rząd A, nr grobu 1)

Czesław Stopka (ur. 14 października 1936 w Kochawinie, zm. 29 lipca 2019 w Katowicach) – polski aktor teatralny, telewizyjny i filmowy.

## Życiorys
Na scenach teatru debiutował 15 grudnia 1955 roku. Występował w następujących teatrach:
- Teatr Miejski w Jeleniej Górze (1953-59)
- Teatr Lubuski w Zielonej Górze (1959-61)
- Teatr Dramatyczny im. Aleksandra Węgierki w Białymstoku (1961-62)
- Teatr Dramatyczny w Szczecinie (1962-63)
- Teatr Śląski (1963-64, 77-79, 81-)
- Teatr Polski w Bydgoszczy (1965-73)
- Teatr im. Wilama Horzycy w Toruniu (1973–76)
- Teatr Polski w Szczecinie (1976-77)
- Teatr im. Stefana Jaracza w Olsztynie (1979-81)

## Filmografia
- 1969: Sąsiedzi
- 1976: Kruk − ojciec
- 1978: Ślad na ziemi − robotnik Antoni Anioł (odc. 5)
- 1979: Operacja Himmler
- 1982-1986: Blisko, coraz bliżej − Robert Wanota, mąż Teresy
- 1983: Sześć milionów sekund − sąsiad (odc. 5 i 8)
- 1984: Zdaniem obrony − kapitan MO (odc. 4)
- 1988: Banda Rudego Pająka − lekarz wojskowy (odc. 2)
- 1988: Rodzina Kanderów − sztygar (odc. 4 i 6)
- 1994: Śmierć jak kromka chleba
- 2000-2003: Święta wojna − ksiądz
- 2006: Co słonko widziało − woźny
- 2007: A na koniec przyszli turyści − kolega Krzemińskiego
- 2008: Trzeci oficer − pułkownik Ryszard Boguta (odc. 11 i 12)

## Teatr telewizji
Ma na koncie kilkanaście ról w spektaklach teatru telewizji. Zagrał m.in. rolę Kamila w spektaklu „Niekochana” (1973 r.) i Istvana Hercega w spektaklu „Gorzkie żale w dozorcówce” (1981 r.)

## Nagrody i odznaczenia
- 1966 – Nagroda SPATiF-u za rolę tytułową w „Sułkowskim” w Teatrze Polskim w Bydgoszczy przyznana podczas VIII FTTP w Toruniu
- 1968 – Nagroda za rolę Pastora w „Czarownicach z Salem” w Teatrze Polskim w Bydgoszczy przyznana podczas X FTTP w Toruniu
- 1970 – Nagroda za rolę Larusia w sztuce „Dni Turbinów” w Teatrze Polskim w Bydgoszczy przyznana podczas XII FTTP w Toruniu
- 1976 – Nagroda indywidualna za rolę Konrada w „Wyzwoleniu” przyznana podczas XVI FTTP w Toruniu
- 1980 – Zasłużony Działacz Kultury
- 1985 – Złoty Krzyż Zasługi
- 1986 – Odznaczenie za asługi dla województwa katowickiego
- 1988 – Nagroda Główna za rolę Hamma w „Końcówce” Becketta w Teatrze Śląskim w Katowicach przyznana podczas XXVIII KST w Kaliszu
- 1996 – „Złota Maska”, nagroda dziennikarzy województw: bielskiego, częstochowskiego i katowickiego za role Williego Clarka w „Słonecznych chłopcach” Simona i Starości w sztuce „Chłop milionerem” Raimunda w Teatrze Śląskim w Katowicach
- 2007 – Srebrny Medal „Zasłużony Kulturze Gloria Artis”[2]